# Lista de pontes em Portugal classificadas como de Interesse Público ou Municipal
Esta é uma lista de pontes em Portugal classificadas como de Interesse Público ou Municipal, lista não exaustiva das pontes existentes em Portugal que estão classificadas oficialmente como de Interesse Público ou Municipal, mas tão só das que como tal se encontram registadas e classificadas na Wikidata. As pontes estão ordenadas pela sua localização.
No âmbito da Direção-Geral do Património Cultural do estado português, e para além da base de dados que transitou do IGESPAR, existe a base de dados SIPA onde estão registados os imóveis que em Portugal foram  objecto de classificação. Na última coluna desta lista está inserida a hiperligação para a ficha SIPA da respectiva ponte.
Na primeira coluna, a designação da ponte em itálico significa que não existe artigo na Wikipédia sobre essa ponte, existindo apenas a ficha (elemento/item/objecto) Wikidata.
Para consulta das pontes classificadas oficialmente em Portugal como Monumento Nacional veja-se Lista de pontes em Portugal classificadas como Monumento Nacional.
| Designação | Imagem | Localização                                                                                          | Coordenadas Geográficas                                 | designação do património                                                      | SIPA     |
| --- | ------ | --- | ------------------------------------------------------- | ----------------------------------------------------------------------------- | -------- |
| Ponte do Candal |        | Aguiar da Beira e Coruche                                                                            | 40° 46′ 39″ N, 7° 34′ 36″ O                             | Imóvel de Interesse Público                                                   | 1368     |
| Ponte antiga da Aldeia da Ponte                                                                                              |        | Aldeia da Ponte                                                                                      | 40° 24′ 54″ N, 6° 52′ 15″ O                             | Imóvel de Interesse Público                                                   | 2962     |
| Ponte antiga sobre a ribeira de Cobres                                                                                       |        | Almodôvar e Graça dos Padrões                                                                        | 37° 30′ 42″ N, 8° 03′ 18″ O                             | Imóvel de Interesse Público                                                   | 907      |
| Ponte medieval de Alvoco das Várzeas, sobre a ribeira de Vide                                                                |        | Alvoco das Várzeas                                                                                   | 40° 18′ 02″ N, 7° 50′ 10″ O                             | Imóvel de Interesse Público                                                   | 10883    |
| Ponte de Fão |        | Apúlia e Fão Esposende, Marinhas e Gandra                                                            | 41° 30′ 55″ N, 8° 46′ 21″ O                             | Imóvel de Interesse Público                                                   | 5092     |
| Ponte medieval que atravessa o rio de Mouro                                                                                  |        | Barbeita                                                                                             | 42° 04′ 29″ N, 8° 23′ 39″ O                             | Imóvel de Interesse Público                                                   | 449      |
| Ponte da Boutaca |        | Batalha                                                                                              | 39° 39′ 29″ N, 8° 49′ 51″ O                             | Imóvel de Interesse Público Incluído em sítio classificado                    | 3333     |
| Ponte de pedrinha sobre o rio Beça                                                                                           |        | Beça Vilar e Viveiro                                                                                 | 41° 40′ 52″ N, 7° 42′ 59″ O                             | Imóvel de Interesse Público                                                   | 5710     |
| Ponte romana de Bobadela |        | Bobadela                                                                                             | 40° 21′ 38″ N, 7° 53′ 49″ O                             | Imóvel de Interesse Público                                                   | 2605     |
| Ponte de Pedra da Ribeira de Isna                                                                                            |        | Cardigos Cumeada e Marmeleiro São João do Peso                                                       | 39° 44′ 09″ N, 8° 03′ 18″ O                             | Imóvel de Interesse Público                                                   | 3400     |
| Ponte das Cainheiras |        | Castro Laboreiro e Lamas de Mouro                                                                    | 42° 01′ 32″ N, 8° 08′ 20″ O                             | Imóvel de Interesse Público                                                   | 436      |
| Ponte de Assureira |        | Castro Laboreiro e Lamas de Mouro                                                                    | 42° 00′ 14″ N, 8° 09′ 56″ O                             | Imóvel de Interesse Público                                                   | 4140     |
| Ponte de Dorna |        | Castro Laboreiro e Lamas de Mouro                                                                    | 41° 59′ 39″ N, 8° 10′ 04″ O                             | Imóvel de Interesse Público                                                   | 9634     |
| Ponte de Varziela |        | Castro Laboreiro e Lamas de Mouro                                                                    | 42° 01′ 38″ N, 8° 08′ 45″ O                             | Imóvel de Interesse Público                                                   | 435      |
| Ponte sobre o rio Moimenta                                                                                                   |        | Cavez                                                                                                | 41° 31′ 00″ N, 7° 53′ 26″ O                             | Imóvel de Interesse Público                                                   | 5681     |
| Ponte pênsil D. Maria II |        | Cedofeita, Santo Ildefonso, Sé, Miragaia, São Nicolau e Vitória                                      | 41° 08′ 26″ N, 8° 36′ 36″ O                             | Imóvel de Interesse Público Património Industrial                             | 219      |
| Ponte antiga de pedra sobre a Ribeira da Venda                                                                               |        | Comenda                                                                                              | 39° 24′ 53″ N, 7° 48′ 04″ O                             | Imóvel de Interesse Público                                                   | 3768     |
| Ponte de Santo Antoninho e respectivo padrão                                                                                 |        | Constância                                                                                           | 39° 28′ 54″ N, 8° 19′ 16″ O                             | Conjunto de Interesse Público                                                 | 6315     |
| Ponte românica de Dom Goimil                                                                                                 |        | Custóias, Leça do Balio e Guifões                                                                    | 41° 13′ 04″ N, 8° 38′ 47″ O                             | Imóvel de Interesse Público                                                   | 4966     |
| Ponte de Guifões |        | Custóias, Leça do Balio e Guifões                                                                    | 41° 12′ 02″ N, 8° 40′ 48″ O                             | Imóvel de Interesse Público                                                   | 4965     |
| Ponte da Ladeira dos Envendos                                                                                                |        | Envendos São Pedro do Esteval                                                                        | 39° 37′ 27″ N, 7° 51′ 05″ O                             | Imóvel de Interesse Público                                                   | 3402     |
| Ponte de Ermelo sobre o Rio Olo                                                                                              |        | Ermelo e Pardelhas                                                                                   | 41° 21′ 11″ N, 7° 54′ 06″ O                             | Imóvel de Interesse Público                                                   | 5755     |
| Ponte medieval sobre a Ribeira de Figueiró, conhecida na região por «ponte romana de Albarrol» e «ponte romana de Vila Flor» |        | Espírito Santo, Nossa Senhora da Graça e São Simão                                                   | 39° 31′ 11″ N, 7° 47′ 12″ O                             | Imóvel de Interesse Público                                                   | 3221     |
| Ponte de Nossa Senhora da Graça e via romana                                                                                 |        | Espírito Santo, Nossa Senhora da Graça e São Simão                                                   | 39° 33′ 04″ N, 7° 37′ 39″ O                             | Conjunto de Interesse Público                                                 | 5991     |
| Ponte da Mizarela |        | Ferral Ruivães e Campos                                                                              | 41° 41′ 31″ N, 8° 01′ 10″ O                             | Imóvel de Interesse Público                                                   | 752      |
| Ponte de feição românica, com algumas pedras sigladas, existente na aldeia de Fonte de Arcada                                |        | Fonte Arcada e Escurquela                                                                            | 40° 58′ 21″ N, 7° 32′ 14″ O                             | Imóvel de Interesse Público                                                   | 3729     |
| Ponte Romana de Peroviseu |        | Fundão, Valverde, Donas, Aldeia de Joanes e Aldeia Nova do Cabo                                      | 40° 11′ 15″ N, 7° 26′ 39″ O                             | Imóvel de Interesse Público                                                   | 7034     |
| Ponte de Gimonde |        | Gimonde                                                                                              | 41° 48′ 13″ N, 6° 41′ 50″ O                             | Imóvel de Interesse Público                                                   | 470      |
| Ponte sobre o Rio Ceira e capela hexagonal a sul                                                                             |        | Góis                                                                                                 | 40° 09′ 18″ N, 8° 06′ 44″ O 40° 09′ 17″ N, 8° 06′ 45″ O | Imóvel de Interesse Público                                                   | 2596 180 |
| Ponte sobre o Rio Ceira |        | Góis                                                                                                 | 40° 09′ 18″ N, 8° 06′ 44″ O                             | Imóvel de Interesse Público                                                   | 2596     |
| Ponte antiga em Cheleiros |        | Igreja Nova e Cheleiros                                                                              | 38° 53′ 18″ N, 9° 19′ 38″ O                             | Imóvel de Interesse Público                                                   | 6383     |
| Ponte Romana de Longroiva |        | Longroiva                                                                                            | 40° 57′ 54″ N, 7° 11′ 43″ O                             | Imóvel de Interesse Público                                                   | 2924     |
| Ponte da Barreira sobre a Ribeira de Vessa                                                                                   |        | Manhouce                                                                                             | 40° 49′ 10″ N, 8° 13′ 35″ O                             | Imóvel de Interesse Público                                                   | 4795     |
| Ponte de Manhouce |        | Manhouce                                                                                             | 40° 49′ 32″ N, 8° 12′ 49″ O                             | Imóvel de Interesse Público                                                   | 4794     |
| Ponte da Ribeira de Meimoa                                                                                                   |        | Meimoa                                                                                               | 40° 13′ 35″ N, 7° 11′ 17″ O                             | Imóvel de Interesse Público                                                   | 2449     |
| Ponte de Sumes |        | Midões                                                                                               | 40° 22′ 17″ N, 7° 57′ 28″ O                             | Imóvel de Interesse Público                                                   | 1274     |
| Ponte românica de Mondim da Beira                                                                                            |        | Mondim da Beira                                                                                      | 41° 00′ 52″ N, 7° 45′ 01″ O                             | Imóvel de Interesse Público                                                   | 5010     |
| Ponte romana sobre a ribeira de Monforte                                                                                     |        | Monforte                                                                                             | 39° 03′ 28″ N, 7° 26′ 37″ O                             | Imóvel de Interesse Público                                                   | 3205     |
| Ponte sobre o Rio Ponsul |        | Monsanto e Idanha-a-Velha                                                                            | 39° 59′ 44″ N, 7° 08′ 32″ O                             | Imóvel de Interesse Público                                                   | 9487     |
| Ponte romana sobre o rio Brenhas                                                                                             |        | Moura (Santo Agostinho e São João Baptista) e Santo Amador                                           | 38° 08′ 47″ N, 7° 26′ 38″ O                             | Imóvel de Interesse Público                                                   | 986      |
| Ponte romana de Alferrarede (Entre Ribeiras)                                                                                 |        | Mouriscas                                                                                            | 39° 28′ 45″ N, 8° 10′ 05″ O                             | Imóvel de Interesse Público                                                   | 3387     |
| Ponte de Piscais |        | Mouçós e Lamares                                                                                     | 41° 19′ 05″ N, 7° 43′ 21″ O                             | Imóvel de Interesse Público                                                   | 5827     |
| Conjunto formado pela estrada romana e ponte sobre o rio Tinhela                                                             |        | Murça                                                                                                | 41° 24′ 04″ N, 7° 27′ 54″ O                             | Imóvel de Interesse Público                                                   | 5678     |
| Ponte sobre a ribeira de Teja                                                                                                |        | Numão                                                                                                | 41° 04′ 15″ N, 7° 16′ 39″ O                             | Imóvel de Interesse Público                                                   | 2997     |
| Ponte do Carro |        | Perafita, Lavra e Santa Cruz do Bispo Custóias, Leça do Balio e Guifões                              | 41° 12′ 55″ N, 8° 40′ 02″ O                             | Imóvel de Interesse Público                                                   | 4974     |
| Ponte do Rio Vade |        | Ponte da Barca, Vila Nova de Muía e Paço Vedro de Magalhães                                          | 41° 48′ 12″ N, 8° 25′ 17″ O                             | Imóvel de Interesse Público                                                   | 4099     |
| Ponte velha de Quelfes |        | Quelfes                                                                                              | 37° 03′ 18″ N, 7° 49′ 48″ O                             | Imóvel de Interesse Público                                                   | 2913     |
| Ponte da Tôr |        | Querença, Tôr e Benafim                                                                              | 37° 11′ 24″ N, 8° 01′ 38″ O                             | Monumento de Interesse Municipal                                              | 5644     |
| Ponte de São Miguel de Arcos                                                                                                 |        | Rio Mau e Arcos                                                                                      | 41° 23′ 33″ N, 8° 40′ 16″ O                             | Imóvel de Interesse Público                                                   | 5397     |
| Ponte de Rês e Caminho de Ruivães                                                                                            |        | Ruivães e Campos                                                                                     | 41° 40′ 43″ N, 8° 03′ 20″ O                             | Conjunto de Interesse Público                                                 | 1712     |
| Ponte de D. Luís |        | Santa Marinha e São Pedro da Afurada Cedofeita, Santo Ildefonso, Sé, Miragaia, São Nicolau e Vitória | 41° 08′ 23″ N, 8° 36′ 34″ O                             | Imóvel de Interesse Público Património Industrial parte do Património Mundial | 5548     |
| Ponte de Sequeiros |        | Seixo do Côa e Vale Longo Miuzela e Porto de Ovelha                                                  | 40° 28′ 38″ N, 7° 00′ 09″ O                             | Imóvel de Interesse Público                                                   | 2958     |
| Ponte de Vilar de Viando sobre o Rio Cabril                                                                                  |        | São Cristóvão de Mondim de Basto                                                                     | 41° 23′ 43″ N, 7° 57′ 01″ O                             | Imóvel de Interesse Público                                                   | 5759     |
| Conjunto constituído pela calçada e ponte romanas e azenha na Catribana                                                      |        | São João das Lampas e Terrugem                                                                       | 38° 53′ 20″ N, 9° 24′ 49″ O                             | Imóvel de Interesse Público                                                   | 6085     |
| Ponte Velha |        | São Pedro da Torre                                                                                   | 41° 59′ 25″ N, 8° 40′ 34″ O                             | Imóvel de Interesse Público                                                   | 448      |
| Ponte da Portagem, Torre da Portagem e área envolvente                                                                       |        | São Salvador da Aramenha                                                                             | 39° 23′ 01″ N, 7° 22′ 52″ O                             | Conjunto de Interesse Público                                                 | 20702    |
| Ponte antiga sobre o Rio Gilão                                                                                               |        | Tavira (Santa Maria e Santiago)                                                                      | 37° 07′ 37″ N, 7° 38′ 59″ O                             | Imóvel de Interesse Público                                                   | 1294     |
| Ponte do Cabeço do Vouga |        | Trofa, Segadães e Lamas do Vouga                                                                     | 40° 38′ 25″ N, 8° 28′ 01″ O                             | Imóvel de Interesse Público                                                   | 5454     |
| Ponte de Alcource |        | União de Freguesias da cidade de Santarém                                                            | 39° 14′ 24″ N, 8° 40′ 26″ O                             | Imóvel de Interesse Público                                                   | 3348     |
| Conjunto formado pela ponte e alminhas, em Vale de Casas                                                                     |        | Valpaços e Sanfins                                                                                   | 41° 38′ 34″ N, 7° 17′ 13″ O                             | Imóvel de Interesse Público                                                   | 5753     |
| Ponte antiga de Santo Adrião sobre o rio Tedo                                                                                |        | Vila Seca e Santo Adrião                                                                             | 41° 07′ 43″ N, 7° 38′ 00″ O                             | Imóvel de Interesse Público                                                   | 5004     |
| Ponte da Pica |        | Vila de Cucujães                                                                                     | 40° 52′ 12″ N, 8° 29′ 03″ O                             | Imóvel de Interesse Público                                                   | 650      |
| Ponte medieval de Vilela |        | Vilela, São Cosme e São Damião e Sá                                                                  | 41° 55′ 16″ N, 8° 26′ 33″ O                             | Imóvel de Interesse Público                                                   | 3590     |
| Ponte do Arco |        | Várzea, Aliviada e Folhada                                                                           | 41° 13′ 20″ N, 8° 05′ 17″ O                             | Imóvel de Interesse Público                                                   | 3810     |